# Kaderreeks
De Kaderreeks is een boekenreeks van Uitgeverij Contact en verscheen tussen 1971 en 1975 in paperback-formaat. Het fonds bracht 52 titels met voornamelijk vertaalde literatuur op de markt van bekende schrijvers zoals Graham Greene, Ernest Hemingway, Iris Murdoch en Jean-Paul Sartre.

## Fondslijst
1. K.W. Amis - Lucky Jim
2. H. Böll - Eng is de poort
3. H. Böll - Huizen zonder vaders
4. E.J. Brontë - De woeste hoogte
5. I. Dinesen - Wintervertellingen
6. Arthur Conan Doyle - Dood en terugkeer van Sherlock Holmes
7. A.Conan Doyle - De verloren wereld
8. A.Conan Doyle - De hond van Baskervilles
9. A.Conan Doyle - Het dal der verschrikking
10. M. Duras - De vice-consul
11. L. Durrell - Justime
12. Anne Frank - Het achterhuis
13. G. Greene - Het geschonden geweten
14. G. Greene - Mogen we je man even lenen?
15. G. Greene - Reizen met mijn tante
16. G. Greene - De komedianten
17. G. Greene - Genezen verklaard
18. G. Greene - Onze man in Havanna
19. G. Greene - De kern van de zaak#G. Greene - Geheim agent
20. G. Greene - Stamboel-expres
21. H. Heeresma - De sterke verhalen
22. E. Hemingway - Afscheid van de wapenen
23. E. Hemingway - En de zon gaat op...
24. E. Hemingway - De groene heuvelen van Afrika
25. E. Hemingway - Over de rivier en onder de bomen
26. E. Hemingway - hebben en niet hebben
27. A. van der Hoogte - Het laatste uur
28. A. Huxley - Heerlijke nieuwe wereld
29. Het korte leven van Anne Frank
30. G.T. di Lampedusa - De tijgerkat
31. D.H. Lawrence - Lady Chatterley's minnaar
32. D.M. Lessing - Het zingende gras
33. A. Malraux - Het menselijk tekort
34. Guy de Maupassant - Liefdesverhalen
35. I. Murdoch - De eenhoorn
36. I. Murdoch - De klok
37. I. Murdoch - Het Italiaanse meisje
38. I. Murdoch - Het afgehouwen hoofd
39. I. Murdoch - Een wilde roos
40. I. Murdoch - Bruno's droom
41. I. Murdoch - Onder het net
42. Edgar Allan Poe - Gruwelijke verhalen
43. C. Rochefort - Rust voor een strijder
44. J.P. Sartre - De jaren des onderscheids
45. J.P. Sartre - Het oponthoud
46. J.P. Sartre - De dood in het hart
47. J.P. Sartre - De duivel en god
48. A. Sillitoe - Zaterdagavond en zondagmorgen
49. S. Vestdijk - Stomme getuigen
50. Émile Zola - In het paradijs voor de vrouw
51. Émile Zola - Nana